# Vârful Mohoru, Munții Parâng
Vârful Mohoru este un vârf din Masivul Parâng, Carpații Meridionali, având o altitudine de 2.337 metri.  Vârful Mohora poate fi relativ ușor atins dacă se pornește de pe șoseaua Transalpina, cea mai înaltă șosea din România.